# تشوه مفصل الرسغ
 يتميز تشوه مفصل الرسغ (ماديولنغ) بتلف المعصمين وعظام الرسغ وغالبا ما يرتبط ب متلازمة ليري وايل. من الممكن أن تكون في كلا المعصمين أو معصم واحد. تم معرفتها والاعتراف بها فقط خلال المائة عام الماضية. سمي هذا التشوه على اسم أوتو فيلهيم ماديولنغ (1846-1926) وهو جراح ألماني قام بوصفه بالتفصيل وقام الاخرون بملاحظته. ذكرها غيوم دوبويترن في 1834، وأوغست نيلاتون في 1847، وجوزيف فرانسوا مالغيني في 1855.

## العلامات والأعراض
هو خلع خلقي أو خلل في نهاية الزند، ويرجع ذلك لتشوه في العظام. في بعض الاحيان تكون تشوهات بسيطة في الهيكل العظمي، وغالبا ما تسببها أمراض أو اصابات مثل كسر في نهاية نصف القطر والنزوح للأجزاء البعيد. تتفاوت درجة التشوه من بوز طفيف من الطرف السفلي للزند لإتمام خلع مفصل الزند الراديوي مع الانحراف الاشعاعي لليدين. ترتبط التشوهات الشديد بالعيب الخلقي أو نقص في نسيج عضمه الساعد.
معدل إصابة (الذكور: الإناث) من هذا الاضطراب هو (1:4) انتشاره غير معروف، وليس هناك غلبه عرقية معروفة. بالرغم من اعتبار تشوه مفصل الرسغ اضطرابا خلقيا الا أن اعراضه لا تظهر حتى سن البلوغ. في بعض الحالات، تظهر الاعراض في فترة بعد الولادة. في هذا العمر يتسبب في النمو البطيء لجزء لزند من نصف القطر إلى تشوه متزايد. الألم والتشوه هي الاعراض الرئيسية التي يعاني منها المرضى. يتكون العرض السريري النموذجي من ساعد قصير، انحناء الحافة الامامية للزند وخلع اليد للأمام على الساعد. ومثلما ذكرنا سابقا تختلف حدة الاضطراب اختلاف كبيرا، مما يؤدي أيضا إلى مجموعة من الاعراض.

## علم الوراثة
متلازمة ليري وايل هو اضطراب مهيمن يحدث بشكل كبيرا جدا لفئة الإناث ويُعزى السبب لطفرة أو حذف أو تكرار في جين SHOX . يلعب الجين SHOX دورا هاما في نمو ونضج عظام الذراعين والساقين. يقع جين SHOX ضمن نطاق Xp22.3 في منطقة pseudo autosomal  للكروموسوم X . الذي يفلت من تعطيل X. الطفرات الجينية SHOX متماثلة اللواقح تأتي نتيجة لخلل النسيج.

## نشأة المرض
يحدث تشوه مفصل الرسغ (ماديولنغ) في الرسغ بسبب اضطراب النمو في الجزء السفلي من الصفيحة المشاشية لمفصل المعصم، مما يؤدى إلى الضغط على العظم وانكساره. وينتج هذا من انضغاط النقل من اليد والمعصم ويستمر الزند في النمو حتى يبرز في الزند. غالبا ما يحدث ذلك للإناث اللواتي يعانين من التشوه، والألم وقلة الحركة. غالبا ما يكون له سبب وراثي ويرتبط بالقزامة والطفرة في الكروموسوم X. من الممكن علاج التشوه جراحيا عن طريق معالجة العظام المتشققة أو المتشوهه وآفات الرباط والذي يسمى ب «رباط فيكرز». هو رباط غير طبيعي ويتكون بين عظمة الزند التي توجد في الرسغ وعظمة الساعد حيث وجد في 91% من حالات تشوه المادالونغ.

## التشخيص
عادة ما يتم تأكيد التشخيص بواسطة الأشعة السينية.

## العلاج

### بدون تدخّل جراحي
الخيارات الأولى للعلاج هي المحافظة، عن طريق استخدام عبوات ساخنة أو باردة، والراحة، واستخدام مضادات الالتهاب الغير الستيرويدية في البداية. إذا لم يظهر أي تحسن يمكن استخدام جبيرة أو دعامة للحفاظ على الذراع المنحرف ليكون مستقيما. وإن لم يتحسن بالعلاجات المحافظة هنا يجب التدخل الجراحي.

### تدخّل جراحي

#### طب الأطفال
تحليل فيزيولوجي
الغرض من العلاج هو ازالة الكردوس التي تسبب نمو غير طبيعي للمعصم. يتم ذلك عن طريق عمل شق صغير في جانب الكعبرة. هذا النهج يمر بباسطة إبهام اليد والعضلة الراحية الطويلة ويترك العصب الوسطى وحماية الشريان الشعاعي. ثم يتم العثور على العضلة الكّابّة المربعة وتفصل بين عظمة الساعد. هنا أي قطع في العظم سنجد كردوس غير طبيعي. عندما يتم تعريف الكردوس بشكل واضح يتم ازالة المزيد من العظم بحيث يكون الساعد في وضعه الطبيعي ويمنع من تشكيل قضيب عظمي جديد. هذ هي نهاية الفيزيولوجيا. ويتم دمجها دائما ب رباط فيكرز.
قطع العظم
الغرض من هذا الخيار للعلاج تصويب الشعاع الغير طبيعي. للقيام بذلك يتم شق 8 سم من المعصم في الجانب الشعاعي. يتم تطبيق هذا الاجراء بتمرير عضلة قابضة الرسغ الزنديه مع مفصل العضلة الكابّة المربعة من الساعد. الآن يتم تحرير رباط فيكرز. بعدها سيرتفع السمحاق ويظهر العظم على شكل هلال مقعر في نهايته على العظم. بعد ذلك يتم قطع الكعبرة على شكل قُبّه وتقويمها. وتبقى نهاية طرف الكعبرة مرتبطة بالزند، شكل القبة الذي يوجد على العظم يرتبط ارتباطا كافيا بالعظام من اجل تحقيق التوازن وافراغ ما تحت السمحاق ليتم الشفاء منه بسرعة.
تحرير رباط فيكرز
يسبب هذا الرباط تشوه في المعصم بشكل أكبر. الغرض من هذا التحرير هو إخراج التوتر وترك المعصم مستقيما لينمو. يجب أن يكون في كلا من التحليل الفيزيائي وقطع العظم على شكل قُبّه رؤية واضحة للطفرات.

#### البالغين
اختزال الزند
يعاني البالغين المصابين بتشوه المادالونغ من ألم الرسغ ذو الوجهين. وعادة ما يعالج هذا التشوه بعلاج التشوه الشعاعي الطرفي. ومع ذلك إذا كان لدى المرضى تباين الزناد الإيجابي والمعصم البؤري فمن الممكن علاج ذلك عن طريق قطع العظم المختزل. لن يتم علاج التشوه الشعاعي في هؤلاء المرضى.
اقترب الزند من تحت الجلد. تعلق الصفيحة على نهاية الطرف من الزند لتخطيط العظم. تتم إزالة الجزء المنحرف من الزند وبعد ذلك يتم تحرير المفصل الزندي، مع التأكد من بقاء الهياكل متصلة بعميلة الإبري. بعد هذا يتم إعادة توصيل الطرف النهائي مع الصحيفة التي ذكرناها سابقا.

استبدال المفصل الزندي الطرفي
العلاج البديل للمرضى الذين يعانون من ألم المعصم ذات الوجهين وهو استبدال كامل للمفصل الزندي الطرفي. هناك العديد من العلاجات الجراحية لهذه الحالة، ولكن معظمها فقط تحسن من وظيفة المفصل الزندي. كانت هناك مشكلة دائمة في هذا العلاج (استبدال المفصل الزندي الطرفي) وهي انها قاسية. ولكن مع ذلك يساعد الطرف الاصطناعي في السيطرة على الألم وقد يحسّن أيضا من حركة العظم.
لإجراء هذا العلاج يتم شق الزند على شكل عصا الهوكي على طول حدود الزند. يتم إجراء هذا الشق بين الحجرة الظهرية الخامسة والسادسة، مع الحرص بعدم الاضرار بأية بنية أساسية، مثل العصب الداخلي بين العظام. يستمر الشق بين العضلة الزندية الباسطة للرسغ وباسطة V حتى يتم العثور على الزند. ثم يتم إزالة رأس الزند وبعدها يتم إدخال سلك التحكم عبر النخاع من الزند. مما يسمح بتركيز الحفر. ثم يتم وضع كرة البولي إيثلين والتي ستكون بمثابة الطرف الاصطناعي، ثم يتم وضعها على الرابط الذي يوجد على الطرف. وبعد تأكيد النطاق الكامل للحركة سيتم إغلاق الجلد.
قطع العظم على شكل قُبّة
في حالة كان تشوه مفصل الرسغ (ماديولنغ) متزامن مع الألم الشعاعي، يمكن إجراء قطع للعظم الذي يتشكل بشكل قُبّة. لمزيد من المعلومات حول هذا الاجراء يرجى الرجوع إلى علاج تشوه المادالونغ عند الأطفال.

## مسماة
سمي بهذا الاسم نسبة لأوتو فيلهلم ماديلونج.